# Wylde Swan
Die Wylde Swan ist ein niederländischer Zweimast-Toppsegelschoner, der 1920 als Dampftrawler gebaut und 2010 zum Segelschiff umgebaut wurde.

## Geschichte
Das Schiff wurde 1920 als Trawler bei den Howaldtswerken in Kiel gebaut. Es wurde so konstruiert, dass es als Teil der Deutschen Heringsflotte den gefangenen Fisch auf See sammeln und dann auf schnellstem Wege an Land schaffen konnte, um den besten Preis für die Ware zu erzielen. Aus diesem Grund wurde das Schiff lang und schmal konstruiert.
Registriert wurde das von der Wilhelmshavener Hochseefischerei AG vor den Shetlandinseln eingesetzte Schiff unter dem Namen Bromberg in Rüstringen. 1921 wurde es an C. Andersen aus Kiel verkauft und in Ursula umbenannt. 1938 wurde es von Walter Michaelis aus Riga vor der Verschrottung bewahrt und stattdessen zum Frachtschiff umgebaut. Das Schiff transportierte von nun an Ladungen unter dem Namen Hariet.
Die Deutsche Kriegsmarine beschlagnahmte das Schiff 1941, verlegte es nach Gdingen und setzte es im norwegische Horten als Torpedotransporter ein. Nach dem Ende des Krieges wurde das Schiff an Norwegen übergeben und fuhr bis in die späten 1990er Jahre unter verschiedenen Eigentümern als Frachter und Sandtransporter. 1999 kaufte der Niederländer Chris Woestenburg aus Midlum das Schiff und überführte es in die Niederlande. Nach zahlreichen Eignerwechseln entschied Willem Sligting 2001, dass sich das Schiff aufgrund seiner Eigenschaften als schnelles Segelschiff eignen würde und kaufte die Wylde Swan, um sie umbauen zu lassen.
Im Juni 2010 wurde das Schiff als Zweimast-Toppsegelschoner wieder in Dienst gestellt und als Sail-Training-Ship eingetragen. Es ist seitdem der größte Toppsegelschoner der Welt.